# Breganze
Breganze (Breganse in veneto) è un comune italiano di 8 317 abitanti della provincia di Vicenza in Veneto. Il paese sorge nella pedemontana vicentina, diviso a metà tra collina e pianura, alle falde dell'Altopiano di Asiago. È un centro vitivinicolo e industriale di rilievo, oltre che una destinazione turistica.

## Geografia fisica

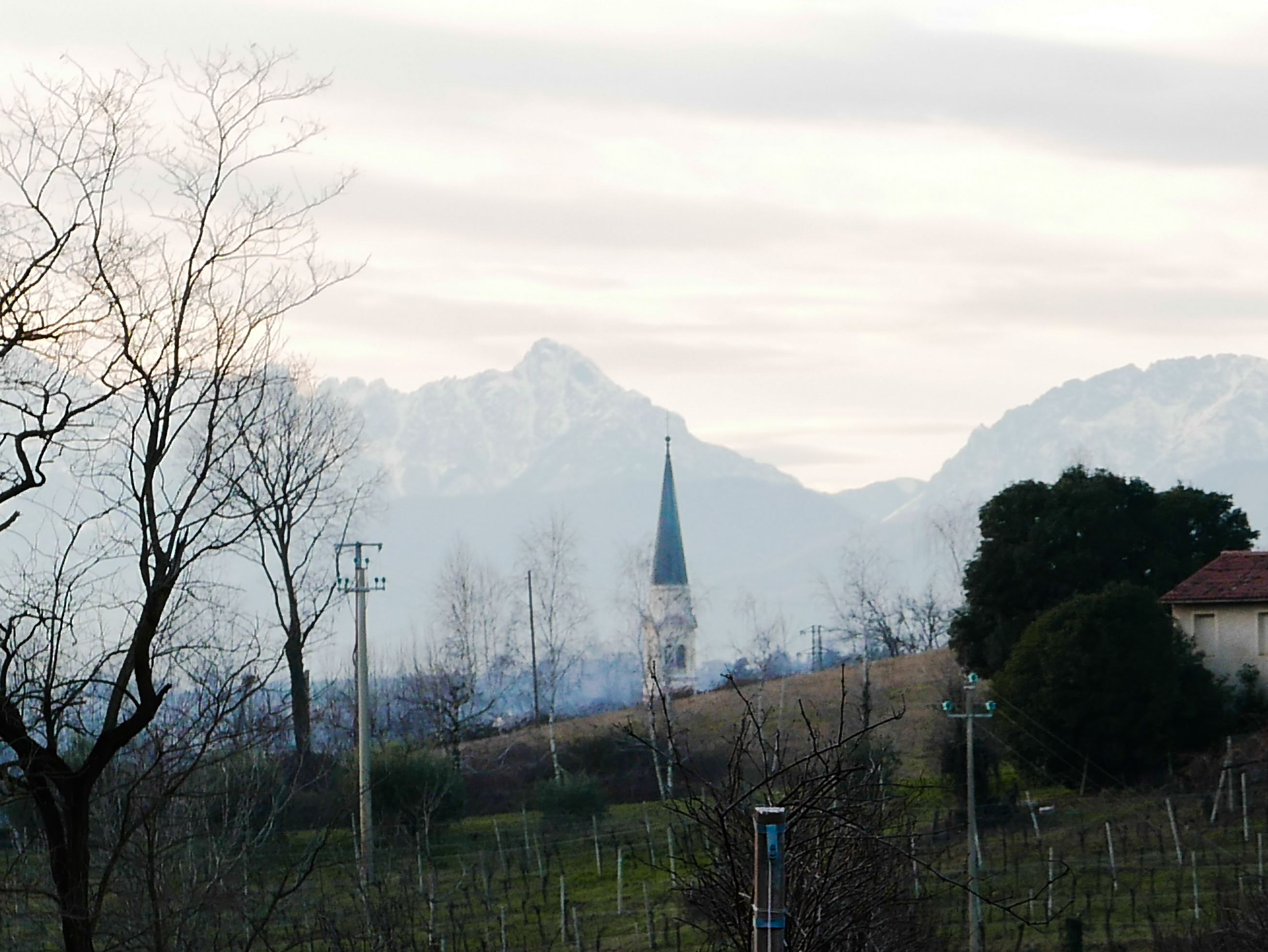
Panorama - Sullo sfondo le Piccole Dolomiti: a sinistra il Cornetto e a destra il Pasubio

Il territorio di Breganze è situato tra le Valli dell'Astico e del Laverda.
Il capoluogo sorge alla confluenza del Chiavone Bianco con il Chiavone Nero, là dove i contrafforti dell'Altopiano dei Sette Comuni arrivano nella pianura vicentina. La parte meridionale del territorio - dove si situano gli abitati di Mirabella e Maragnole - è pianeggiante e di origine alluvionale; quella settentrionale è collinare e di natura in gran parte vulcanica.
L'Astico, il Chiavone Bianco, il Chiavone Nero sono i corsi d'acqua più importanti: scendendo dal territorio di Fara Vicentino verso sud, dividono la zona collinare in tre dorsali percorse da altrettante strade: per Fara, per Farneda-Salcedo, per San Giorgio-Salcedo-Lusiana. Quasi a valle, il Chiavone Bianco segna il limite delle ultime colline e piega quindi a gomito (deviazione artificiale di origine antica), verso oriente, per incontrare il Chiavone Nero e con esso confluire nel Laverda presso Maragnole. Grande importanza ai fini artigianali e agricoli rivestiva un tempo la roggia del Maglio alimentata dalle acque dell'Astico prelevate a sud del ponte della cartiera Nodari tra Lugo e Zugliano.
Il clima della zona è continentale, con 4 stagioni ben definite e caratterizzato da alcuni micro-climi locali: sulla fascia collinare esposta a sud le temperature durante l'inverno tendono a essere più miti e meno rigide della pianura, dove invece intense gelate avvengono con frequenza nel semestre freddo. Inoltre la fascia pianeggiante è soggetta, come il resto della Pianura Padana, a frequenti nebbie che rendono il clima più rigido specie in inverno. La neve cade di norma fra la fine di novembre e il mese di marzo; sono comunque possibili fasi più miti anche in pieno inverno se i venti di scirocco risalgono fin qui dall'Adriatico. Sempre in inverno a volte si verificano degli episodi di föhn, vento molto secco e tiepido che soffia dalle Alpi.
La primavera e l'autunno sono stagioni intermedie dove il tempo è spesso mutevole e instabile, mentre l'estate è solitamente calda e umida, ma soggetta molto di frequente a passaggi temporaleschi che assumono sovente forte intensità e includono episodi di grandine.

### Origini del nome
Il toponimo ha origini incerte. Come per la città austriaca di Bregenz, deriverebbe dall'antroponimo Brigantia, un nome di persona gallico; per altri potrebbe derivare dal celtico brigant cioè eminente, elevato (sulla falsariga di Bressanone, in provincia di Bolzano); per altri l'etimologia potrebbe essere affine a quella di Bressanvido e cioè derivare da praedium Cantii, podere di Cantius, antroponimo che si riferirebbe a un veterano di C. Mario.

## Storia

### Epoca preromana
Nel territorio Breganzese, si registrano i primi insediamenti umani a partire dall'età del Bronzo recente (XIII - XII Sec. a.C.) sul colle di Santa Lucia e in località Bosco Grande, tra Montegoggio e Santo Stefano.

### Epoca romana
Breganze è situata tra collina e pianura lungo la zona pedemontana, in luogo strategico e crocevia di antichi percorsi, certamente abitata già in epoca pre-romana e percorsa dalla "Pista dei Veneti". I romani diedero alla pianura un'organizzazione territoriale a centuriazioni, sulle quali si svilupparono centri e percorsi di collegamento. Testimonianze di epoca romana sono state ritrovate sul territorio, con ritrovamenti archeologici e stracce di centuriazioni.
L'antica pista lungo l'Astico (probabilmente sul lato est) verso il Trentino, diviene la cosiddetta "via dell'Astegus", che seguiva il corso dell'Astico da Vicenza. Altre vie di comunicazione, sviluppate e amplificate, sono lungo la pedemontana e lungo le valli (valle del Chiavon Bianco), verso gli altopiani per la pastorizia e silvicoltura. Le vie a sud, per Vicenza, probabilmente erano due: una per Montecchio Precalcino - Dueville, l’altra per Sandrigo - Lupia e si incrociavano proprio a Mirabella di Breganze.

### Medioevo
Breganze viene citata per la prima volta nell’anno 893 in un documento di donazione di un casale, ai benedettini di S. Felice, da parte del vescovo Rodolfo. Tra il 917 e il 921, Breganze, insieme con tutto il territorio compreso tra la riva sinistra dell'Astico e quella destra del Brenta, incluso l'Altopiano di Asiago fu donata dall'imperatore Berengario al vescovo Sibicone di Padova, con l'obbligo di costruire castelli e opere di difesa contro le incursione degli Ungari.
I benedettini del monastero vicentino di San Felice, che avevano colonizzato parte del territorio anteriormente al X secolo, ancora nel 983 conservavano in Bregancio casale unum. Da altri documenti sembra che nel secolo XII qui esistesse un priorato benedettino.
Alla luce di cronache e di documenti spesso discordanti tra di loro, risulta piuttosto difficile individuare con precisione la situazione di Breganze dopo il Mille; pare comunque certo che confluissero in questo luogo giurisdizioni diverse, quella laica dei Poncíi — detti anche de Bregantiis — e quella ecclesiastica che faceva capo al vescovo di Padova tramite la pieve.
Un primo castello era sorto, presumibilmente nel X secolo, sul colle di Santa Lucia, a nord dell'attuale abitato, dove esisteva una chiesetta intitolata alla santa; chiesetta che però in origine dev'essere stata dedicata a san Martino, come si deduce dalle Rationes decimarum, documento vaticano del XIII secolo, nel quale viene citata una ecclesia S. Martini in castro Bregantiarum. Non è documentato, ma non lo si può escludere, che fosse incastellata anche la pieve di Santa Maria, così come non si può escludere che le due chiese, piuttosto vicine tra loro, fossero protette da un sistema fortificato unico non di tipo murario ma con case fortificate e opere idrauliche o boschive di difesa territoriale, frequenti nel periodo, tanto da essere citato nelle cronache come "castello fortissimo".
A Breganze l'esistenza di fortificazioni medievali, più che alle chiese sembra collegata alla presenza della famiglia dei Breganze poi Poncii, il cui castello sorgeva presumibilmente sull'area a ovest del colle di Santa Lucia, dove esiste ancora una grossa torre. Stando alle cronache dell'epoca, questo castello era di grandi dimensioni, era cinto di mura e prospettava sul sottostante burgus; quest'ultimo s'incentrava nel cosiddetto "Castelletto", nell'area della omonima via le cui origini medioevali sono ancora chiaramente riscontrabili nonostante le gravi alterazioni apportate in epoca recente.
La potenza dei Poncii de Bregantio, che possedevano la zona centrale pedemontana tra i torrenti Astico e Laverda e numerosi centri della media e alta valle dell’Astico fino all'Altopiano di Asiago, raggiunse il culmine intorno al 1220 quando uno di loro, Naimerio, sposò Cunizza da Romano, la sorella di Ezzelino III il Tiranno. Una prova indiretta che i Poncii possedessero il castello in questo luogo è fornita dal rinvenimento sul posto, durante lavori di ampliamento eseguiti nel 1938, di un affresco duecentesco raffigurante un viso di donna tra fregi ornamentali.
Più tardi, però, questo rapporto di parentela non salvò la famiglia, forse perché passata alla parte guelfa o perché uno di loro — Guidone — aveva venduto il castello ai vicentini. Nel 1227 Alberico da Romano conquistò e distrusse la rocca di Valeriano Da Breganze sul colle di Santa Lucia; infine, prima del 1250 i Ponci vennero sconfitti e molto probabilmente sterminati a opera di Ezzelino III, il quale comunque risparmiò Naimerio. Il loro notevole patrimonio venne confiscato o disperso. Quasi certamente in tale circostanza venne distrutto anche il castello di Breganze; di esso, infatti, nelle cronache e nei documenti successivi non si trova più traccia.
Sul sito dell'antico castello dei Poncii sopravvivono il basamento di una torre e qualche rudere. Quanto al colle di Santa Lucia, scomparsa nell'Ottocento scorso la chiesetta, vi sono un sacello votivo al beato Bartolomeo e la grande croce.
Dal Codice Eceliniano del 1250 si evince che nella prima metà del XIII secolo tutte le proprietà, insieme con la chiesa, le fortificazioni — il Torrione e la Tor Bissara — e le abitazioni erano localizzate nella zona collinare, sul dominante colle di Santa Lucia e probabilmente sui colli di Riva e Santo Stefano; la pianura invece era ancora disabitata e periodicamente allagata dalle esondazioni dei torrenti. È probabile che, in seguito alla distruzione della rocca sul colle, si sia dato avvio a un nucleo abitato verso la pianura, nei pressi dell’attuale centro, e che si sia edificata la dimora fortificata del Torrione.
Dopo la morte di Ezzelino nel 1259, il territorio di Breganze passò sotto il controllo del Comune di Vicenza, che però pochi anni dopo fu soggiogato da Padova e sottoposto al patto di custodia.
Agli inizi del XIV secolo s'iniziarono le lotte tra i Carraresi di Padova e gli Scaligeri di Verona; il territorio vicentino venne conteso e anche l'abitato di Breganze — che si trovava sul confine tra i domini delle due signorie — dovette subire le conseguenze di tali conflitti, fino al saccheggio patito per due volte, nel 1312 e nel 1314, a opera dei padovani, che portò alla completa rovina dell’insediamento sul colle, da allora abbandonato. Sotto la signoria scaligera, mentre a Marostica si erigevano castello e mura, Breganze cominciò a svilupparsi ai piedi dei colli.
Intorno al 1337 il territorio di Breganze fu sottoposto, sotto l'aspetto amministrativo, al Vicariato civile di Marostica e tale rimase, anche sotto la dominazione viscontea e veneziana, sino alla fine del XVIII secolo.

### Epoca moderna
Dopo il 1404 e il patto di dedizione di Vicenza alla Serenissima, iniziò un periodo di stabilità e di relativa tranquillità, interrotto agli inizi del XVI secolo dalle vicende della guerra della Lega di Cambrai, mossa da una coalizione di stati contro Venezia. Nel 1509, 4 000 cavalieri di Massimiliano I d'Asburgo, diretti verso Padova, vennero respinti sulle sponde del torrente Chiavone Bianco dai breganzesi, che evitarono così le distruzioni e i saccheggi avvenuti in altri centri vicini.
Della seconda metà del Quattrocento vennero edificate le numerose torri colombare, alcune su preesistenze medioevali, edifici che con la loro mole, la dislocazione e le insegne rappresentavano l'importanza delle grandi famiglie proprietarie. Se ne contano una ventina nella storia breganzese, oggi di torri o colombare ne rimangono 11, una concentrazione importante e anomala per un solo paese. La Villa Veneta fu un fenomeno comune a tutta la terraferma veneta, infatti, i campi più fertili e i luoghi più ameni passarono nelle mani di alcune famiglie patrizie che vi costruirono le loro splendide dimore. Breganze è un caso particolare in questo passaggio, con molte ville e torri facenti parte di diversi poderi e famiglie, fenomeno probabilmente dovuto alla suddivisione del territorio dopo l'epoca ezzeliniana. Per secoli queste "case gentilizie mantennero un regime quasi feudale sfruttando il terreno col lavoro del contado e imprimendo sempre più vigorosa l'impronta agricola al paese". Nell'antico colmello del "Castelletto" in contrà Maglio — circa un chilometro a sud del centro — vi era una grande colombara di origine cinquecentesca che crollò nel 1977.
Il territorio di Breganze verso la fine del Duecento era diviso in quattro zone o colmello: Fara, Perlena, Castelletto e Riva, che in seguito si trasformarono in comunità rurali. Dal 1560, quando Fara divenne autonoma, si delinearono i confini attuali di Breganze in cui erano ricomprese le tre comunità di Riva, Castelletto e Porciglia, che avevano sede rispettivamente nella chiesetta di Santo Stefano, in un edificio non identificato del centro e nel capitello della Vegra a Mirabella, luoghi nei quali venivano convocate le adunanze dei capifamiglia per dettare le regole della comunità.
La chiesa assunse un ruolo di notevole importanza; dopo il Concilio di Trento essa ricevette il compito di tenere i registri anagrafici della popolazione. Chiesa, piazza e campanile si imposero come centro urbanistico del paese.
La presenza veneziana dispose ordine nel territorio, disciplinandone l’uso tramite due istituzioni principali: il Magistrato delle Acque e il Magistrato dei Beni Inculti. La pianura fu bonificata e furono scavate diverse rogge, lungo le quali vennero attivati mulini che sfruttavano la forza motrice dell'acqua per macinare il grano o azionare i meccanismi necessari a botteghe artigiane.
Il territorio era proprietà di famiglie aristocratiche sia veneziane che vicentine, come i Monte — proprietari di 667 campi, che abitavano a Cà Ostile e nel Cinquecento dettero al paese due arcipreti — o come i Pagello — che nei loro 500 campi avevano case, mulini e la superstite colombara affrescata — o la potente famiglia dei Bissari, insediatasi fin dal '300 con la loro torre cintata, i Mascarello, i Sesso e i Chiericati.
Nel Seicento, completate le opere di bonifica avviate due secoli prima, vennero costruiti ulteriori complessi rurali, e residenze signorili di notevole valore architettonico, che conferirono una nuova fisionomia territorio. Nuovi proprietari furono i Piovene, i Brogliati, i Monza, i Diedo. Nel principale centro abitato, lungo via Pieve, furono costruiti edifici signorili dei Chiericati, dei Carli, dei Brogliati e dei Saccardi.
Breganze si affermò in quest’epoca come terra di ottimi vini: il Vespaiolo, il Groppello e il Pomello furono apprezzati dai proprietari e da vari visitatori, assieme all'olio e alla frutta di vario tipo e in grande abbondanza; motivi, questi, che fecero fin dall'inizio di Breganze un territorio conteso e una zona generosa per la prebenda. Nello stesso tempo — per l'ottusità del patriziato veneto, che era proprietario della quasi totalità dei terreni e li conduceva in maniera semifeudale, gettando nella miseria la classe contadina — iniziò una progressiva forte crisi nelle campagne.

### Epoca contemporanea
Con la caduta della Repubblica di Venezia e l'arrivo dei francesi avvenne un rinnovamento amministrativo; il 5 agosto 1809 le tre amministrazioni di Riva, Castelletto e Porciglia decisero l’unificazione in un unico comune con il nome di Breganze: le tre teste raffigurate nell’attuale stemma comunale rappresentano appunto le sue tre antiche contrade.
Dal punto di vista religioso, nel 1818, sotto il Regno Lombardo-Veneto, Breganze ritornò a far parte della diocesi di Vicenza.
Dopo l'annessione del Veneto al Regno d'Italia nel 1866 vi fu un nuovo sviluppo del paese. Furono potenziate le vie di collegamento con il territorio: venne costruito il ponte sull’Astico e si realizzò il collegamento con Lusiana e l'Altopiano di Asiago. Nel 1871 iniziò il regolare funzionamento dell’anagrafe comunale.
La fine dell’Ottocento fu caratterizzata dalla presenza e dall'azione in Breganze delle forti personalità dei tre fratelli sacerdoti Scotton: Jacopo, Gottardo e l’arciprete Andrea. Strenui difensori del potere temporale del Papa, entrarono in conflitto con la classe di proprietari che governava il paese e appoggiava apertamente il governo liberale del Regno. Gli Scotton si ersero a difesa dei contadini più poveri, organizzandoli nelle leghe cattoliche. Essi ebbero un ruolo di grande rilievo all'interno del movimento cattolico veneto e nazionale, anche se il loro giornale La riscossa (1890-1915) talvolta esasperò tensioni e non sempre favorì la concordia degli spiriti. Ma il nome degli Scotton a Breganze è legato pure a una vigorosa azione pastorale e a una cospicua serie d'iniziative economico-sociali ancora attive e operanti a vantaggio del mondo rurale.
Si costruì qui un modello sociale che, seguendo i principi dell’enciclica pontificia Rerum Novarum, produsse notevoli cambiamenti. Vi fu un impulso alla scolarizzazione di massa. Furono avviate rilevanti attività manifatturiere — come le industrie di Laverda e di Zoppelletto — e furono costituite cooperative agricole di matrice cattolica. Nei primi anni del secolo, dopo un periodo di alternanza tra amministrazioni locali liberali e clericali, si ebbero una serie di giunte comuni che continuarono fino alla prima guerra mondiale. In quegli anni di forte crisi agraria, mentre mancava una qualsiasi azione amministrativa, gli Scotton contrastarono fortemente il fenomeno dell’emigrazione.
Nel 1907, a opera di suor Giovanna Meneghini fu fondata a Breganze la congregazione delle Suore orsoline del Sacro Cuore di Maria, ora diffusa, oltre che in Italia, anche in Brasile e in Mozambico.
La prima guerra mondiale giunse a sfiorare il paese, posto nelle retrovie del fronte attestato tra il Pasubio, l'Altopiano e il Grappa. In questo periodo Breganze fu importante base militare e sede di Comando di Corpo d'Armata; durante la Strafexpedition del 1916 ospitò, insieme con Marostica, i primi profughi di Asiago.
Durante la seconda guerra mondiale e le lotte di liberazione divenne invece sede di presidio tedesco; anche persone del paese furono coinvolte nella Resistenza e, per rappresaglia, cinque giovani di Maragnole furono fucilati nel 1944 a Mason Vicentino dai fascisti.
Come in tutto l'Alto Vicentino, nel secondo dopoguerra il paese vide un notevole sviluppo con l'ammodernamento e l'espansione delle produzioni Laverda, che si affermarono anche sui mercati stranieri. La vita locale, dal punto di vista sociale, culturale e religioso rimase tuttavia ancora quella impostata dagli Scotton e basata sull'azione pastorale dell'arciprete Giovanni Prosdocimi e il paternalismo della famiglia Laverda, che governavano di comune accordo con la maggioranza politica centrista i vari aspetti del paese. Questo durò fino alla morte, nel 1970, del longevo arciprete, a Breganze dal 1916, e la cessione delle industrie Laverda alla Fiat nel 1982.
Tra gli anni sessanta e ottanta il paese si espanse rapidamente verso sud, oltre la strada provinciale Gasparona, conseguendo una buona prosperità economica.

### Simboli
Lo stemma è stato concesso con decreto del capo del governo del 26 maggio 1930:
Le tre teste rappresentano Riva, Castelletto e Porciglia, i centri che il 5 agosto 1809 si unirono per formare il comune di Breganze.
Il gonfalone, concesso con D.P.R. del 17 ottobre 1961, è un drappo partito di bianco e di rosso.

## Monumenti e luoghi d'interesse

### Architetture religiose

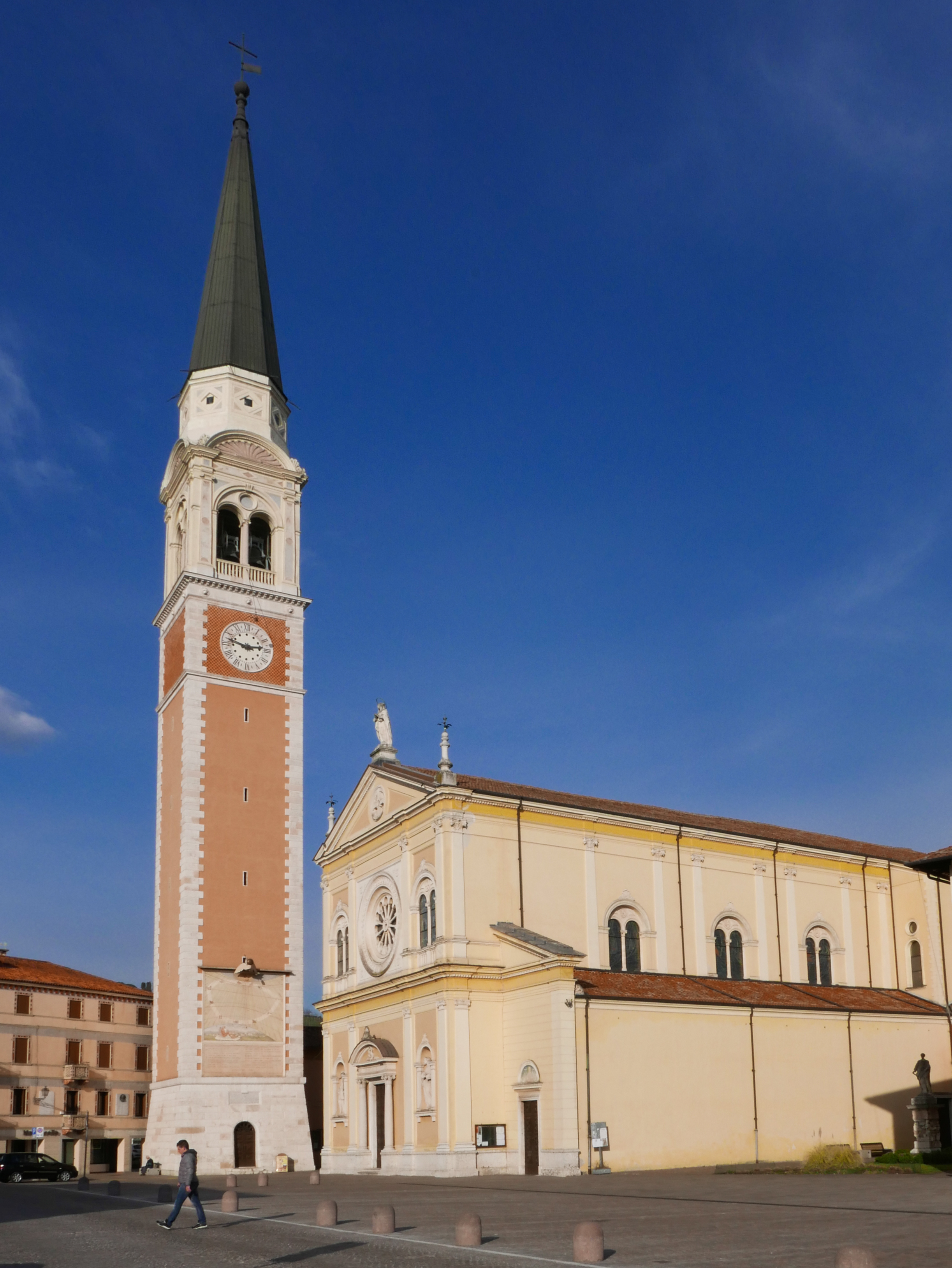
Chiesa di Santa Maria Assunta e campanile

Chiesa parrocchiale di Santa Maria Assunta
Storia. La pieve di Breganze sorse contemporaneamente alle altre pievi della pedemontana, quelle di Caltrano, di Thiene, di Calvene, tutte dedicate a Santa Maria. È ricordata in un documento del 1089; nelle Rationes decimarum del 1297 da essa dipendevano le chiese di San Martino, Santo Stefano de Ripa, San Giorgio di Perlena, San Pietro e Sant'Andrea di Mason, Santo Stefano de Muris. L’11 marzo 1838 il vecchio campanile crollò sulla chiesa. La parrocchiale venne riedificata in due anni in stile lombardesco rinascimentale.
Oratorio dei Santi Vito e Modesto
Di antichissima fondazione benedettina, fu restaurato nel XVII secolo
Oratorio di San ValentinoDi proprietà della famiglia Bozzetto, utilizzato dai fedeli della frazione di Mirabella
Chiesa di San Gaetano
Del XVII sec, già di casa Chiericati, ora proprietà della famiglia Scaroni
Chiesa di Santo Stefano
Del XII sec., annessa alla casa Avogadro, di proprietà privata
Chiesa parrocchiale di San Francesco di Paola
Costruita nel 1697 a Maragnole
Tempietto votivo sul colle di Santa Lucia
Costruito nel 1946 dalla popolazione breganzese risparmiata dalla guerra, è stato restaurato nel 1983 per iniziativa degli alpini e dedicato ai caduti e dispersi in guerra. All'interno accoglie la statua del Beato Bartolomeo, all'esterno un affresco raffigurante Santa Lucia, in ricordo della chiesa, a lei dedicata, che qui sorgeva.

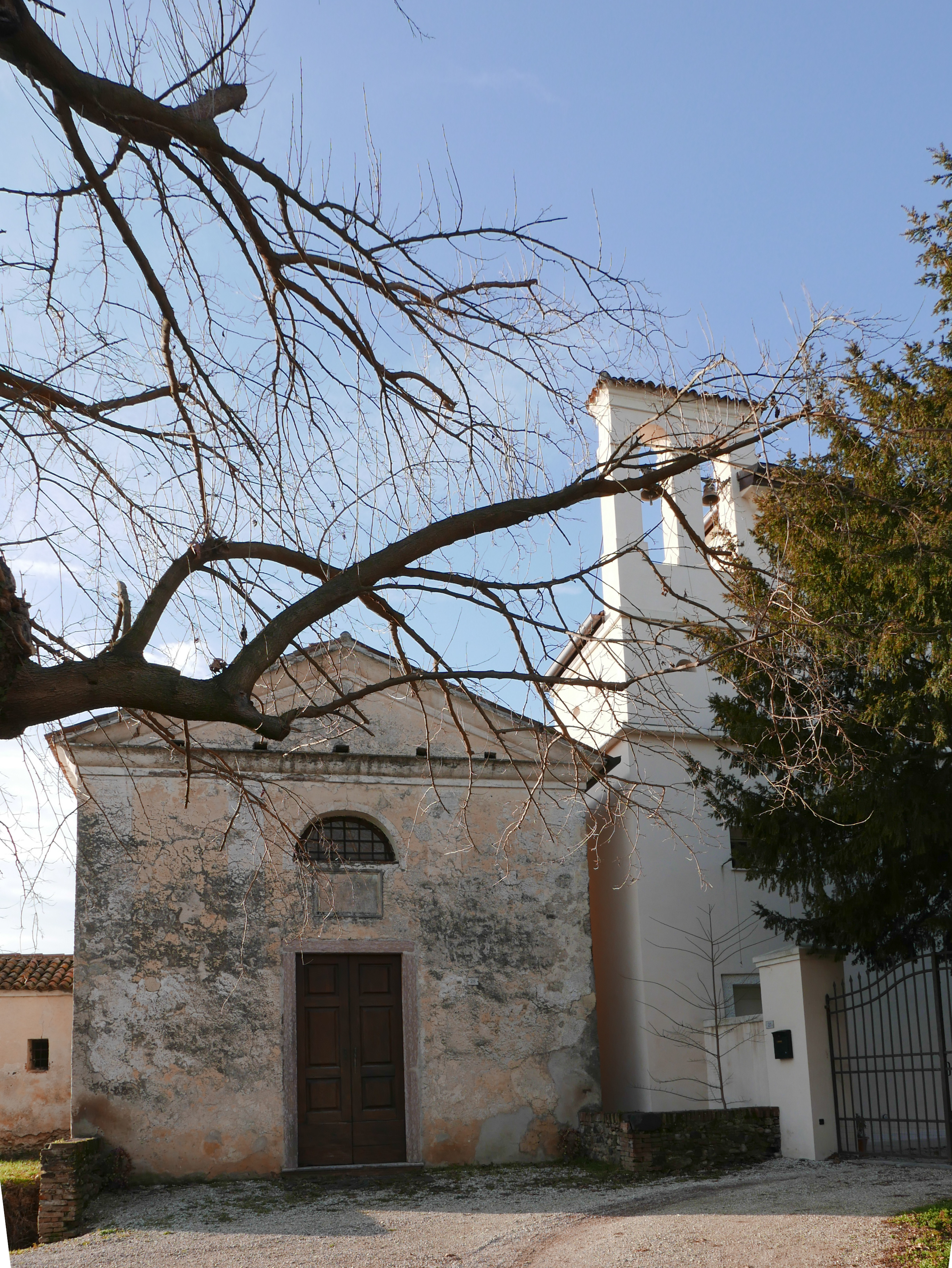
Chiesa di San Gaetano
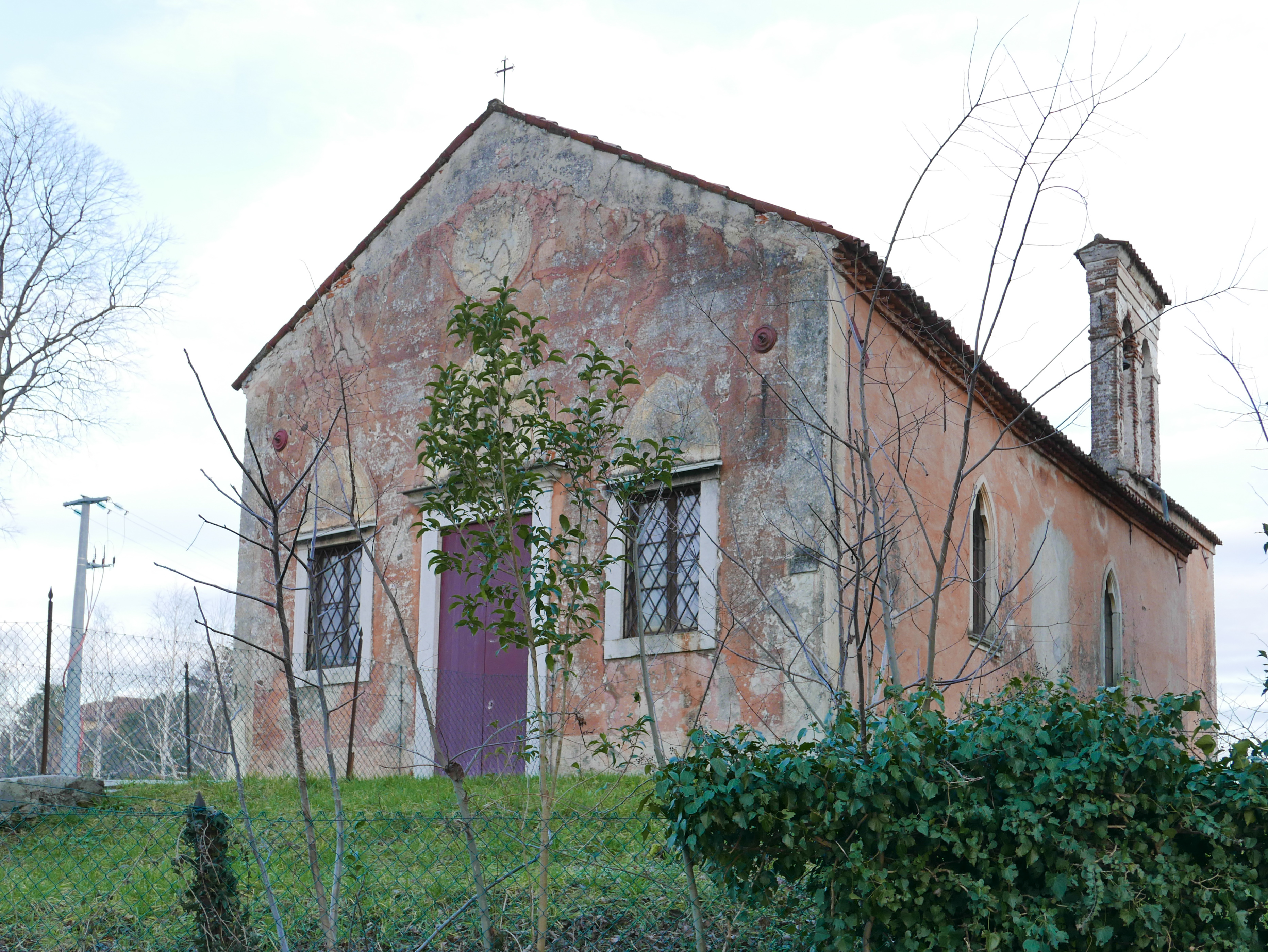
Chiesa di Santo Stefano - facciata e campanile a vela
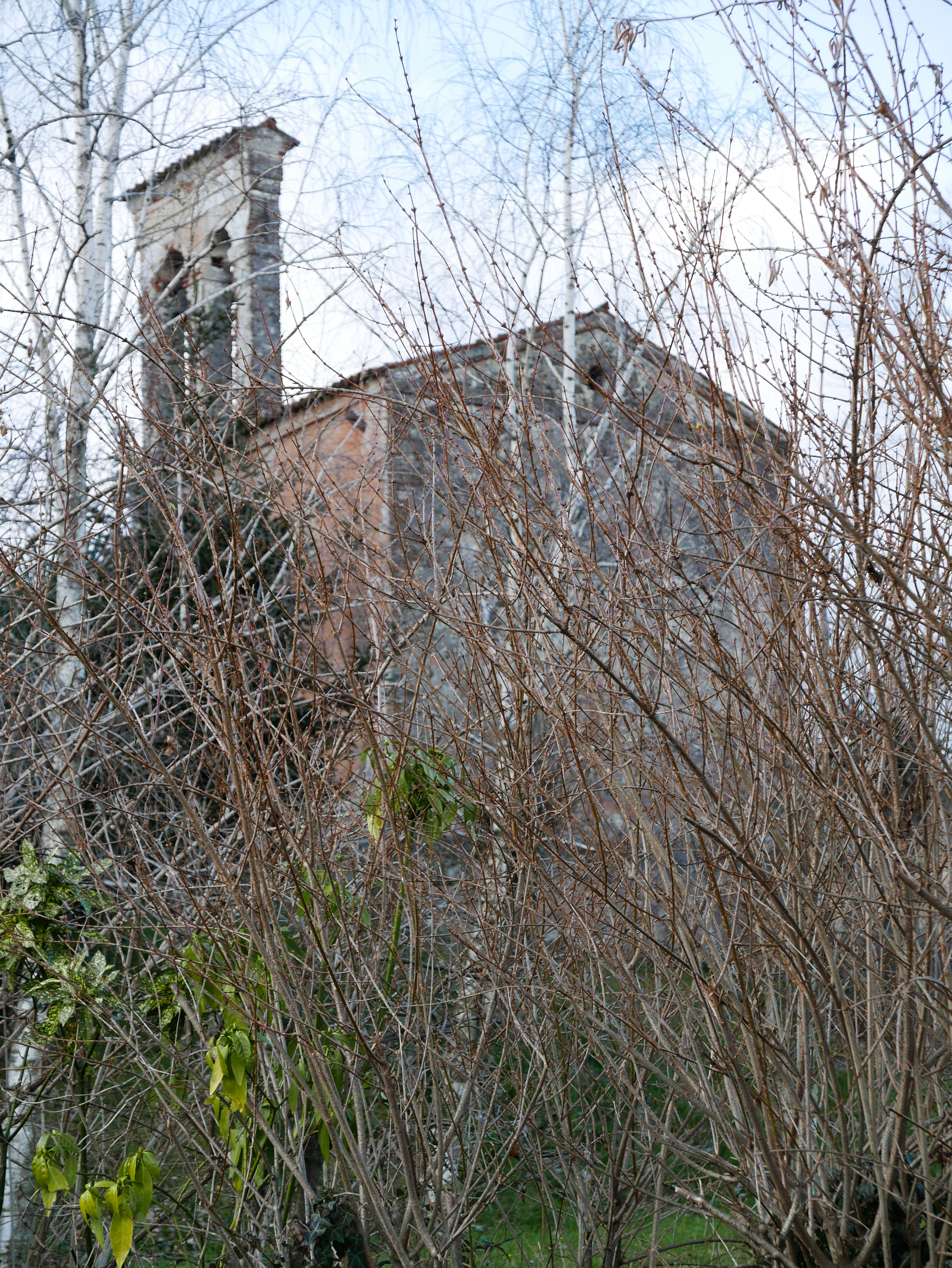
Chiesa di Santo Stefano
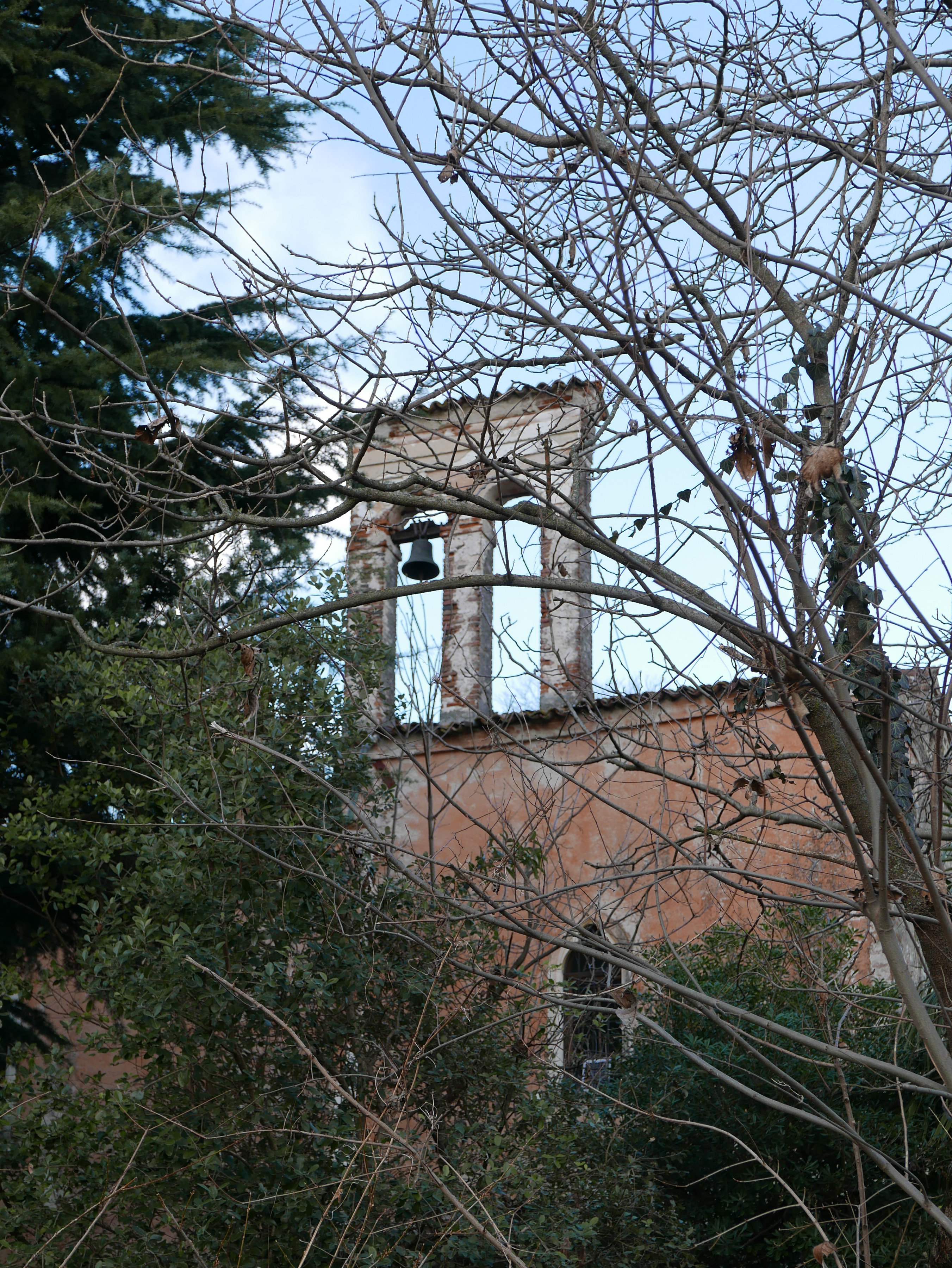
Chiesa di Santo Stefano - campanile a vela e monofora

### Architetture civili
Villa Finozzi
Situata all'interno di un ampio parco all’inglese con statue, è un complesso ottocentesco composto da un corpo padronale e dalle scuderie. Il corpo principale, costruito tra il XVI e il XIX secolo, presenta una facciata sud tripartita da lesene e ornata da aperture centinate con ricche cornici, balaustre in pietra e frontoncini curvilinei. Le scuderie, del XIX secolo, si distinguono per un grande arco con testa equina e orologio.
Villa Mascarello Noventa
È situata alla fine di via Riva, dove secondo la leggenda, Cantius veterano di C. Mario aveva costruito la sua domus. Interessante notare come uno dei presunti cardi massimi della centuriazione di origine romana, vada ad allinearsi col sito. Nel 1500 fu proprietà dei nobili Montorio Mascarello. Caduta in rovina, fu ripristinata nel 1659. Ereditata nel 1700 dai conti Arrigoni passò poi ai nobili Noventa. Rinnovata ulteriormente tra la fine dell'800 e i primi del '900 con elementi eclettici (merlature) e un bel parco romantico dal disegno raffinato.
Villa Cadore
Del XVI secolo.
Villa Monza Da Porto Savardo
È situata nella zona della Riva, sulla strada da Breganze a Marostica, nascosta dal parco secolare. Dopo la primaguerra mondiale vi soggiornò l'accademico di Francia Gabriel Fauré, venuto a Breganze per raccogliere notizie sul passaggio di George Sand. L'elegantissimo tempietto seicentesco di San Giovanni Battista è di Ottone Calderari.
Villa Arrigoni.
La grossa torre del complesso comprende elementi propri del tardo Quattrocento (nei fori a sud e a ovest) e del periodo neogotico del XIX secolo (nella merlatura sommitale), quando fu fatta ricostruire dal conte Alessandro Arrigoni come soggiorno estivo; essa è tuttavia assai più antica e risale probabilmente all'epoca medioevale, così come la vicina chiesetta benedettina di San Vito. Secondo la leggenda, in questo posto sorgeva la casa del romano Cantius (cui viene attribuita la fondazione di Breganze) e Francesco Barbarano assicura che venne poi costruito – forse nell'XI secolo – anche un castello. Qui nel 1616 il re Vittorio Emanuele III e il generale Cadorna studiavano il piano difensivo contro la Strafexpedition.
Villa Avogadro
Fu fatta costruire in parte dal conte Capra verso la metà del Cinquecento. Interessante l'annesso oratorio di Santo Stefano, le cui prime notizie risalgono al 1259 e sembra facesse parte dell'ex convento, ora villa Scaroni. Fu assai rimaneggiata nell'Ottocento; durante la prima guerra mondiale fu sede di un ospedale da campo.
Villa Chiericati Scaroni
Anch'essa in località Santo Stefano. Già proprietà dei conti Chiericati, risale al 1600 circa; bella la sua loggia, la scala a chiocciola della torre, dove il gradino fa da perno alla scala in pietra dura di San Giorgio.
Villa Soardo Breganze o villa della contessa Prina
Verso Thiene prima del ponte sul Chiavone Bianco, fu ai primi del Settecento dimora dell'arciprete Soardo, bergamasco poi, nella prima metà dell'Ottocento, passò ai Breganze. Conserva pregevoli quadri di pittori veneti del XVI, XVII e XVIII secolo, oltre a oggetti esotici orientali, raccolti dal nobile Giovanni Breganze nel suo viaggio attorno al mondo tra il 1885 e il 1887.
Casa Diedo Malvezzi Basso
Costruita nel 1664 dal patrizio veneziano Angelo Diedo sulla strada che da Breganze sale a Lusiana, fu ampliata nell'Ottocento e nel secondo dopoguerra. Posta sul colle di Montegoggio che domina Breganze e la pianura, è circondata daa un vasto parco ricco di piante esotiche e percorso da una lunga gradinata barocca fiancheggiata da statue. L'interno conserva affreschi di valenti pittori, come il Dorigny che vi raffigurò una rara veduta dell'Arsenale di Venezia. La cappella - del 1684 - è dedicata all'Annunziata.
Cà Ostile, ora Fiorentin
Considerata un prototipo della tipologia di villa veneta rinascimentale, costruita probabilmente agli inizi del '500, presenta stanze e portico affrescati, tracce di pitture all'esterno e sulla colombara. Oltre a essere una delle prime ville venete a pianta regolare, presenta tipici elementi architettonici di influenza palladiana.
Villa Piccoli, Cà delle Ore, sul colle di Santa Lucia
Villa Bassani, a Mirabella

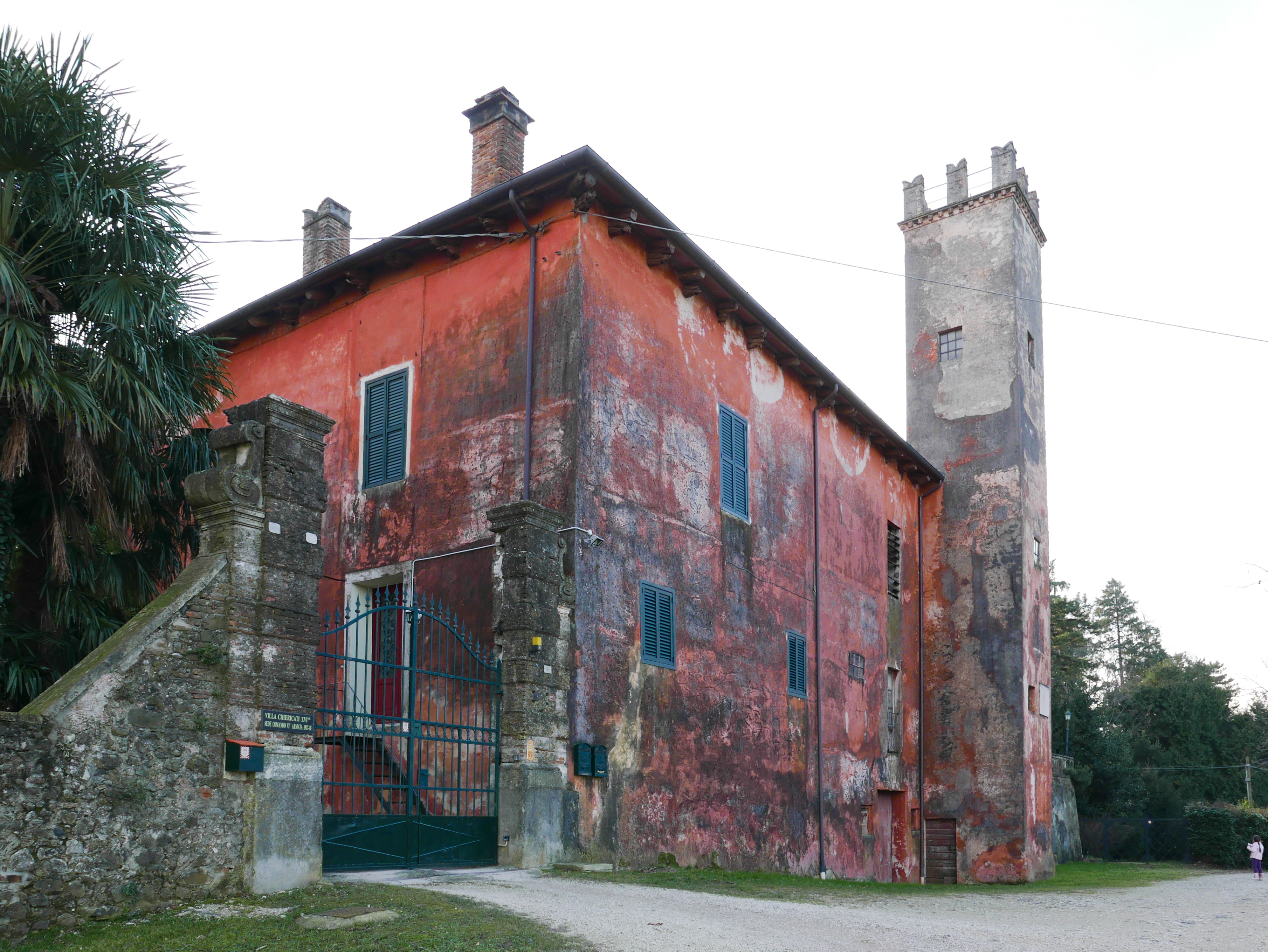
Villa Chiericati Scaroni
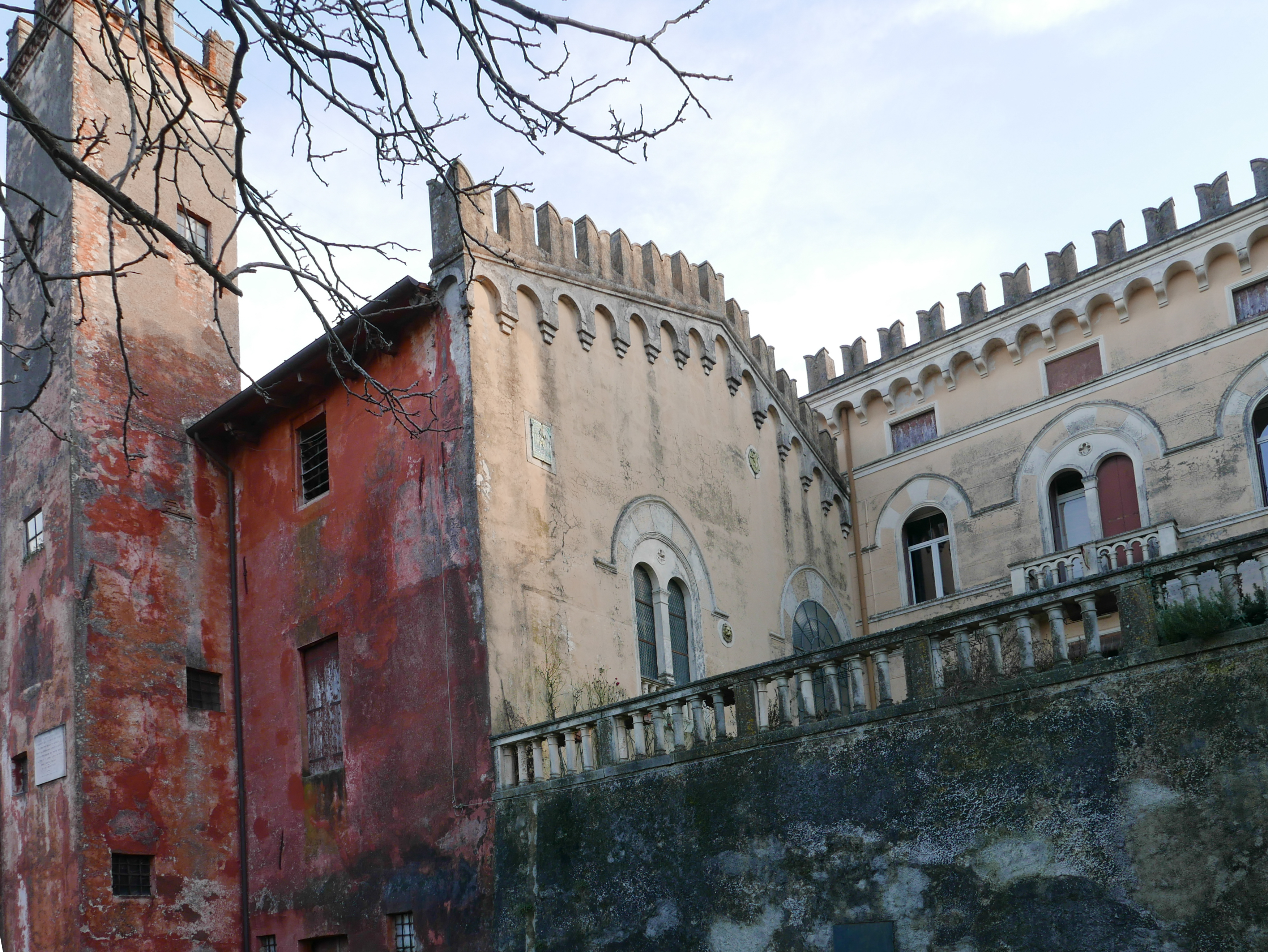
Villa Chiericati Scaroni
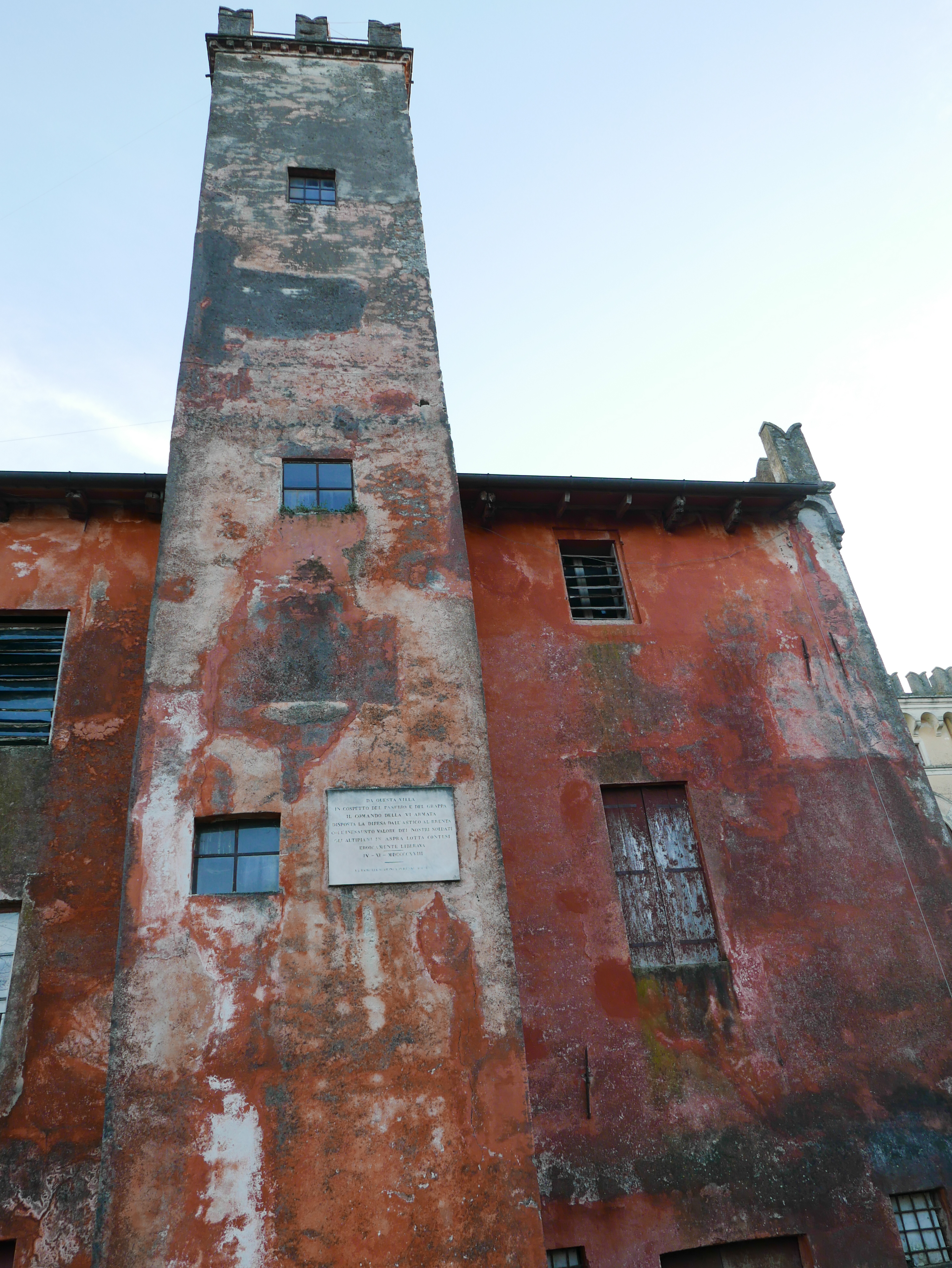
Villa Chiericati Scaroni - torre

### Altri luoghi d'interesse
Antico Maglio di Breganze
Di antiche origini, forse medioevali dove nel 'regestrum possessorium' del 1262 viene citata una roggia con tre mulini, il primo documento che attesta la presenza del Maglio risale al 1635: una supplica per il rinnovo della concessione d'uso dell'acqua, cui è allegata una mappa che illustra il percorso della “Roggia Breganze”, il canale che traendo l'acqua dal vicino Torrente Astico dava movimento alle ruote di numerosi opifici tra cui il maglio. La presenza della famiglia Tamiello nell'attuale “Contrà del Maglio” è accertata da un documento notarile del 1494, che li indica come i “De Thamiellis”. Nel 1795 i Tamiello subentrano ai Caprin nella proprietà del Maglio, legando fino a oggi la proprietà dell'officina al nome della famiglia.
Nel 1985 il Ministero dei Beni Culturali e Ambientali ha dichiarato l'edificio e le pertinenze del Maglio “sito d'interesse particolarmente importante e quindi tutelato ai sensi della legge 1089/1939”. Nel luglio del 2001 la Giunta Regionale del Veneto ha riconosciuto il Maglio di Breganze quale “Museo Etnografico Regionale”, garantendone la tutela e i benefici delle leggi regionali. Il Museo conserva nei suoi archivi una ricca documentazione storica relativa al Maglio e alla famiglia Tamiello.
Le colombare
Breganze è in provincia il paese più ricco di torri e colombari (ne contava circa 18 ai primi del '900), testimonianza preziosa dell'età medioevale, tipici esempi di architettura minore. Probabilmente una parte di esse trae origine da fortificazioni medioevali, ma altre furono costruite ex novo nel XV secolo, quale elemento distintivo della casa o villa padronale e per l'allevamento dei colombi, tanto da assumere il nome con cui ancor oggi vengono indicate.
Alcune Torri-colombare di Breganze erano disposte con andamento incrociato e collegate le une alle altre, forse per scopi militari. Di esse, alcune sono state completamente demolite, altre trasformate come la ''Colombara Carli'' e quella detta del "Cul di Sacco" nell'area del pio Istituto Brogliati Contro. La Torre Bissara, torre di difesa medioevale del '300, venne demolita durante la prima guerra mondiale per motivi strategici, in quanto veniva presa di riferimento per il tiro Austriaco nel bombardamento della ferrovia costruita per approvvigionamento materiali da Marostica a Calvene. Altre colombare versano in condizioni precarie; qualcuna, come quella della Villa Pagello Monza, è stata restaurata intorno al 1980. Due torri o edifici adibiti a colombara sono state recentemente demolite, una nel 1977 in località Maglio e l'altra nel 2017 in località Paezza. Oggi (2020) ne rimangono 10 più i ruderi della Tor Bissara.

## Società

### Evoluzione demografica
Abitanti censiti

### Istituzioni, enti e associazioni
Gruppo Scout AGESCI Breganze 1.
Il paese di Breganze ospita un gruppo scout affiliato all'Associazione Guide e Scouts Cattolici Italiani con la denominazione di "Breganze I" che vanta oltre 100 anni di storia, uno dei primi gruppi scout vicentini.
Fondato ufficialmente il 18 maggio 1922 da Vittorio Ballardin e don Marco Carlesso attraverso la costituzione del gruppo dei giovani esploratori Breganze 1° "S. Giorgio" utilizza sin dall'immatricolazione, avvenuta il 20 giugno successivo, il fazzolettone verde bordato di bianco.

## Cultura

### Istruzione

#### Biblioteche
Nel capoluogo vi è la Biblioteca civica intitolata a Gabriele Boschiero, che fa parte della rete di biblioteche vicentine "Bibioinrete", insieme alla maggior parte della biblioteche appartenenti alla Rete Bibliotecaria Vicentina.

#### Ricerca
Dagli anni novanta è attivo il Gruppo di Ricerca Storica di Breganze che, in collaborazione con il Comune e la Biblioteca civica, pubblica periodicamente i Quaderni breganzesi di storia, arte e cultura e altri libri tematici sulla storia di Breganze.

#### Scuole
A Breganze, capoluogo e frazioni, vi sono quattro scuole dell'infanzia (una delle quali privata paritaria), due scuole elementari e una scuola media. Per quanto concerne le scuole superiori, vi sono anche un Istituto Tecnico Industriale e un Istituto Professionale Industria e Artigianato.

#### Università Adulti/Anziani
A Breganze vi è una delle 30 sedi dell'Università degli adulti/anziani del Vicentino.

#### Musei
Museo dell'Antico Maglio di Breganze
Il nucleo del museo è costituito dal maglio, che per la sua caratteristica forma e movimento veniva chiamato dai fabbri “a testa d'asino”.
Costruito con materiali semplici: pietra, legno, ferro, per la sua funzionalità è riuscito ad arrivare ai giorni nostri pressoché invariato nella struttura.
Vi sono poi una grande mola ad acqua - dove il fabbro, sospeso su un tavolaccio, lisciava e rifiniva gli utensili forgiati - e una serie di macchine semplici - come trapani, mole smeriglio, tornio - messe in movimento, tramite ingranaggi, pulegge e cinghie, da una ruota idraulica interna. Alle pareti sono collocate le attrezzature originali utilizzate dall'ultimo fabbro operante, Angelo Giusto Tamiello, e le campionature d'attrezzi che lo stesso realizzava nell'officina, tutto riposto come lasciato alla fine dell'attività.
Nella carbonaia vi è ancora una macchina per la fabbricazione del ghiaccio realizzata nel 1933, anche questa mossa dalla ruota idraulica interna. All'esterno dell'officina vi è il “brolo”, un ampio spazio verde una volta orto e giardino, da dove è possibile osservare lo scorrere dell'acqua nella roggia e le ruote idrauliche del maglio e della mola.
Piccolo Museo dell’Artigianato Breganzese
All’interno dell’antica officina aperta nel 1923 da Antonio Radin, sulla sponda destra del Chiavone Bianco, è stato realizzato il Museo, con la collaborazione del proprietario, del Gruppo di Ricerca Storica e del Comune di Breganze.
L’officina, specializzata nella lavorazione del ferro, è stata molto attiva tra gli anni venti e il secondo dopoguerra e in essa sono passati oltre 150 apprendisti che si sono formati “sul campo”. Lo scopo della sua trasformazione in Museo è ora quello di offrire alle giovani generazioni una testimonianza di tempi che rischiano di essere cancellati dall’oblio: molte macchine sono state restaurate e le attrezzature sono in perfetta efficienza; interessanti quelle da "bottaio". Accanto alla collezione messa a disposizione dalla famiglia Radin vi è una raccolta di oggetti e attrezzi da “battirame” donata dalla famiglia Sorio.

### Eventi
- Prima del Torcolato - gennaio
- Festeggiamenti di S. Valentino - Mirabella - gennaio
- Ciacolando per Breganze - maggio
- Festival/sagra del Vino - maggio
- Vespaiolona - giugno
- Breganze Acustica - luglio
- Sagra del pesce - Maragnole - luglio
- Festa della birra - Maragnole - settembre
- Fiera di San Martino - novembre
- Calici di Stelle - luglio/agosto

## Geografia antropica

### Frazioni

#### Maragnole
Il primo abitato di Maragnole (Maragnóe in veneto) – distante 4 km. circa dalla pieve di Santa Maria Assunta – si formò quando la pianura breganzese fu bonificata e cominciò a esser popolata nel XV secolo. Lo testimonia un oratorio costruito nel 1512, che fu il primo luogo di culto. Un paio di secoli più tardi, nel 1697, Giacomo Brogliato da Breganze vi fece costruire una cappella adeguata alla necessità della popolazione, quando il nucleo di Maragnole cominciò ad assumere un'identità di paese.
Chiesa parrocchiale di San Francesco di Paola
Costruita nel 1697 da Giacomo Brogliato, sul luogo in cui esisteva un oratorio del 1512, e dedicata a san Francesco di Paola, la chiesa venne ampliata e ristrutturata nella metà del Novecento. Venne benedetta il 21 agosto 1954 e consacrata il 20 novembre 1970 da Camillo Faresin vescovo oriundo di Maragnole.
L'interno della chiesa, a tre navate, si presenta luminoso.
Nel presbiterio l'altare, l'ambone, la sede del presidente e il tabernacolo sono in marmo rosso di Asiago scolpito; è contornato da stalli lignei del 1958. Sulla parete di fondo dell'abside c'è un bel crocifisso - opera dello scultore sudtirolese Willy Messner - del 1952. Nell'arco sovrastante il presbiterio vi sono alcuni affreschi raffiguranti san Francesco di Paola che risuscita un fanciullo mentre al centro del presbiterio è l'Agnus Dei a ricordare il mistero eucaristico; sulla parete di fondo del presbiterio la Risurrezione di Cristo.
Nella cappella invernale vi è un bel paliotto di fine Seicento, sormontato dall'altare della Madonna Immacolata di metà Ottocento. In questo altare c'è la statua della Vergine dello scultore sudtirolese Vincenzo Moroder (1924) cui la devozione popolare attribuisce la miracolosa guarigione di una giovane del paese il 16 luglio 1924.
Il campanile, iniziato nel 1883, fu completato nel 1953 con una guglia snella.
Dopo lunghe contese, Maragnole fu eretta in parrocchia autonoma il 2 luglio 1956 dal vescovo Carlo Zinato.

#### Mirabella
Mirabella (Mirabèa in veneto) è un piccolo borgo di pianura situato nella parte sudoccidentale del comune di Breganze. Ha un piccolo centro e diverse contrade sparse nella campagna circostante. A ovest scorre l'Astico (Astego in veneto), torrente che delimita il confine comunale con quello di Montecchio Precalcino. Nelle campagne di Mirabella, nonché anche in centro al paese, scorrono numerosissime rogge con funzione sia di irrigazione che di scolo.

#### Contrade di Breganze Centro
Le principali contrade storiche di Breganze Centro sono Pieve, Rivaro, Torrione, Costa, Brogliati Contro, Zabarella, Castelletto, Crosara, Maglio, Riva, Montegoggio, 5 Martiri, Roma, Gen. Maglietta, Gasparona, Turra, Zanella, San Gaetano, Sant'Eurosia, Trecà, Olmo, don A. Battistella, Chizzalunga. Contrade delle frazioni sono Albero-Casette, Bragetti, Capitello, Roncaggia, San Iberto, Palugare, Pajaron, Palazzotto.

## Economia

### Storia dell'economia breganzese
Breganze è sempre stata nel corso dei secoli un'importante zona di produzione agricola e di attività artigianale.
Un segno di questa importanza è rappresentato dal fatto che già nel medioevo - come si rileva da un documento del 1259 - Breganze aveva misure proprie usate anche fuori del suo territorio, ossia il moggio e lo stajo breganzino.
Tra il Trecento e il Quattrocento lungo il corso dei torrenti Chiavone e Laverda l'arte della lana ebbe un periodo di grande fioritura: in un documento del 1443 vi operavano ben 32 lanaioli; operavano inoltre da tempo immemorabile i mulini Viero e Arrigoni, in via Astico, e quelli dei Conti Pajello, in via Castelletto, ricordati in documenti del 1632 e 1747. Zuave Fontana nel 1635 possedeva una sega e un maglio battiferro sostituito in seguito dai mulini dei fratelli Micheletto; alla stessa epoca, in Via Maglio, un altro ne possedeva Bartolomeo Maggiaro Caprin, ricordato anche in un documento del 1738. che successivamente passò in proprietà ai Tamiello che tuttora lo conservano.
Dalla fine dell'Ottocento l'agricoltura e l'allevamento, ancora attività prevalenti, furono affiancate dallo sviluppo dell'industria e dell'artigianato, che rappresentarono una sempre più importante fonte di reddito a integrazione di quello prodotto dalle piccole aziende agricole a gestione familiare.
Fra le industrie sorte in questo secolo, la ditta Pietro Laverda (nel 1873); la ditta dei fratelli Borin artigiani della calzatura (nel 1860) col negozio; il Maglificio e Calzaturificio Zoppelletto (nel 1892), l'industria di Pietro Schiro, sorta ancora nel 1855, per la produzione di zoccoli e di forme da scarpe "a dilatazione automatica con nocche mobili di sua invenzione" premiati all'esposizione di Torino.
A Breganze era fiorente l'industria dei cesti di vimini per la vendemmia e per la spedizione anche all'estero di pesche. Operava inoltre nell'intarsio la ditta Gaetano Viero che aveva raggiunto risultati degni di rilievo.
Di primaria importanza per Breganze e il circondario furono la "Latteria Sociale Cattolica" e la "Cantina Sociale Beato Bartolomeo", dai prodotti ricercati e venduti a largo raggio. La prima, sorta nel 1903 per iniziativa di mons. Scotton, la seconda nel 1950. Nel settore degli autoservizi Rino Zappon iniziò nel 1924, dopo aver fatto il carrettiere col padre.
La maggior richiesta di manodopera si ebbe a Breganze negli anni cinquanta, data dal potenziamento della ditta Laverda; negli anni settanta, invece, raddoppiarono le aziende artigiane e tra il Maglio e l'Astico venne creata una zona artigianale.
Oltre ai servizi primari, numerose sono le ditte nel settore degli autotrasporti, delle autofficine e delle per macchine agricole, dell'abbigliamento e della maglieria, delle confezioni in pelle e della pellicceria, della tessitura di lana e seta, dell'edilizia e della lavorazione del legno, della lavorazione del sughero, degli impianti elettrici e dell'elettro-galvanica, delle varie branche della lavorazione dell'acciaio e dei metalli: fonderia, costruzione e stampaggio carpenteria, casalinghi, saldatura, costruzioni meccaniche, torneria, termoidraulica, serramenti in ferro e alluminio, impianti lattiero caseari.

### Aziende tessili
A Breganze vi è la sede principale del gruppo OTB, holding dell'imprenditore Renzo Rosso, ideatore del marchio Diesel: la sede è stata qui spostata dal vicino paese di Molvena a seguito della costruzione del nuovo quartier generale.

### Aziende meccaniche
Laverda
Nel XX secolo l’azienda Laverda ha avuto un ruolo importante nello sviluppo economico di Breganze. Fondata da Pietro Laverda nel 1873 a San Giorgio di Perlena e trasferita a Breganze nel 1884, la ditta iniziò producendo torchi e sgranatrici per il sorgo. Grazie all’uso di una macchina a vapore, Laverda poté ampliare la produzione e offrire attrezzature agricole a prezzi accessibili. Nei decenni successivi, sotto la guida dei nipoti Pietro e Giovanni Battista, l’azienda si ingrandì ulteriormente, introducendo nuove macchine agricole come falciatrici e mietilegatrici. Nel secondo dopoguerra, rispondendo alle esigenze della meccanizzazione agricola, iniziò la produzione di motofalciatrici, seguite nel 1956 dalle prime mietitrebbie in serie. Le difficoltà organizzative e commerciali portarono nel 1981 all’acquisizione da parte della Fiat, e successivamente, tra il 2007 e il 2010, al passaggio sotto il gruppo americano AGCO. Il marchio Laverda è stato definitivamente dismesso nel 2020.
Moto Laverda
Fondata da Francesco Laverda, nel 1949 propose le nuove motociclette, a quel tempo principale mezzo di locomozione a motore della gente del posto. Definitivamente chiusa negli anni '90, il marchio dapprima viene mantenuto da alcuni ex operai che tentano di mantenere in vita il prestigioso passato con alcuni nuovi modelli , poi venduto alla 'Aprilia' ora Piaggio'

### Caseifici
Sorta all’inizio del Novecento con pochi soci, la Latteria Sociale Cattolica si è espansa fino a circa 370 conferitori e lavora ogni anno oltre 110.000 quintali di latte. Nel tempo ha ampliato la propria area di raccolta, incorporando diversi caseifici minori del territorio (Sarcedo, Montecchio Precalcino, Fara Vicentino), in risposta ai crescenti costi di produzione. Produce e commercializza latte e formaggi locali, tra cui Asiago in varie stagionature, caciotta, mozzarella, stracchino, burro e Grana Padano, prodotto dal 1980.. Negli anni 1990 è stata acquisita dalla Latteria di Soligo, che ha costruito un nuovo stabilimento a sud del paese verso la frazione di Mirabella.

## Infrastrutture e trasporti
Principale via di comunicazione è la Strada provinciale 111 Nuova Gasparona - che attraversa il territorio comunale da ovest ad est.
Il territorio è attraversato anche dalla Superstrada Pedemontana Veneta (SPV), il cui primo tratto è stato aperto il 3 giugno 2019 proprio a Breganze, immediatamente a est del ponte sull'Astico.
Il paese è servito da autocorse della SVT (Società Vicentina Trasporti), nella quale dal 1º marzo 2016 sono confluite l'Aim Mobilità e le FTV.
Dal 2012 viene costruita una nuova Superstrada a pagamento la SPV, con un casello a Breganze, strada a scorrimento veloce che collega lungo la pedemontana Vicenza (A4 - A31) con Treviso (A27)

## Amministrazione
| Periodo | Periodo   | Primo cittadino       | Partito                 | Carica  | Note |
| ------- | --------- | --------------------- | ----------------------- | ------- | ---- |
| 1985    | 1990      | Flavio Simonato       | Democrazia Cristiana    | Sindaco |      |
| 1990    | 1995      | Antonio Brian         | Democrazia Cristiana    | Sindaco |      |
| 1995    | 2004      | Francesco Crivellaro  | Centrosinistra          | Sindaco |      |
| 2004    | 2009      | Ausonio Zanazzo       | Centrosinistra          | Sindaco |      |
| 2009    | 2014      | Silvia Covolo         | Centrodestra            | Sindaco |      |
| 2014    | 2020      | Piera Campana         | Lista "Breganze attiva" | Sindaco |      |
| 2020    | 2020      | Manuel Xausa          | Lega                    | Sindaco |      |
| 2020    | 2024      | Piera Campana         | Lista "Breganze attiva" | Sindaco |      |
| 2024    | in carica | Alessandro Crivellaro | Lista "BreganzaSi"      | Sindaco |      |

### Gemellaggi
- Heves
- Bourgueil, dal 2001[45]

Nel 2012 il comune di Breganze ha aderito alla lista dei comuni gemellati con la fondazione "Città della Speranza".

## Sport

### Calcio
La principale squadra di calcio della città è l'A.S.D. Breganze 1919, militante nelle divisioni dilettantistiche a carattere locale.

### Pallacanestro
La pallacanestro è rappresentata dalla società A.S.D. Pallacanestro Breganze.

### Pallavolo
Il Volley Towers vanta quale maggior successo, conseguito nella stagione 2014-2015, la promozione in Serie A1.

### Hockey pista
L'hockey pista è rappresentato dall'A.S.D. Hockey Breganze, che vanta nel suo palmarès scudetti e coppe Italia.

### Atletica
L'ASI Atletica Breganze, fondata nel 1979, ha portato vari atleti alla maglia azzurra nelle categorie giovanili. Breganze conta un atleta olimpico (Carlo Laverda nella staffetta 4x100 alle Olimpiadi di Città del Messico del 1968).

### Ciclismo
La società femminile Cicloclub Breganze (poi Wilier Breganze) è stata fondata nel 1996. Ha conseguito molteplici titoli italiani, uno Olimpico giovanile (2014) uno europeo e una medaglia d'argento ai Campionati mondiali (sempre nel 2014) nella categoria juniores.